# Niantic
|  | Aquest article tracta sobre una població dels Estats Units. Si cerqueu l'empresa nord-americana de videojocs, vegeu «Niantic, Inc.». |

Niantic és una població dels Estats Units a l'estat d'Illinois. Segons el cens del 2000 tenia 738 habitants.

## Demografia
Segons el cens del 2000, Niantic tenia 738 habitants, 269 habitatges, i 200 famílies. La densitat de població era de 266,3 habitants/km².
Dels 269 habitatges en un 37,9% hi vivien nens de menys de 18 anys, en un 62,8% hi vivien parelles casades, en un 7,4% dones solteres, i en un 25,3% no eren unitats familiars. En el 21,6% dels habitatges hi vivien persones soles el 9,7% de les quals corresponia a persones de 65 anys o més que vivien soles. El nombre mitjà de persones vivint en cada habitatge era de 2,74 i el nombre mitjà de persones que vivien en cada família era de 3,18.
Per edats la població es repartia de la següent manera: un 31,2% tenia menys de 18 anys, un 7,3% entre 18 i 24, un 28,7% entre 25 i 44, un 19,5% de 45 a 60 i un 13,3% 65 anys o més.
L'edat mediana era de 33 anys. Per cada 100 dones de 18 o més anys hi havia 94,6 homes.
La renda mediana per habitatge era de 41.184 $ i la renda mediana per família de 42.500 $. Els homes tenien una renda mediana de 33.750 $ mentre que les dones 21.500 $. La renda per capita de la població era de 19.448 $. Aproximadament el 5,7% de les famílies i el 7,8% de la població estaven per davall del llindar de pobresa.

## Poblacions més properes
El següent diagrama mostra les poblacions més properes.